# −77,82X−78,29
−77.82X−78.29 — другий мініальбом південнокорейського дівчачого гурту Everglow. Реліз відбувся 21 вересня 2020 року, й містить чотири пісні, включаючи головний трек — «La Di Da». Альбом доступний у двох версіях: -77.82X та -78.29.

## Назва
Альбом названий -77.82X-78.29, оскільки це координати Антарктики, яка також зображена на альбомі. Під час просування альбому, учасницю І: Ю запитали про значення назви, на що вона відповіла: «Всі альбоми, які ми до цього випустили, символізують „всесвіт Everglow“. Це буде доволі весело, збирати разом всі шматочки про нашу історію. Я ще не можу розповісти вам усе, але майбутні історії будуть не менш цікавими…».

## Передумови
7 вересня 2020, Yuehua Entertainment оголосили що 21 вересня Everglow випустять другий мініальбом під назвою −77.82X−78.29.
8-19 вересня виходили концепт-фото камбеку. 11 вересня вийшов список пісень, складаючись з чотирьох пісень: титульний сингл «La Di Da», «Untouchable», «Gxxd Boy» та «No Good Reason»; слова пісні «La Di Da» були написані за участі учасниці І: Ю.
Музичний тизер «La Di Da» випустили 16 вересня, а 21 вересня випустили музичне відео.

## Композиція
За словами Yuehua Entertainment, -77.82X-78.29 репрезентує «потужну та інтенсивну харизму» Everglow, на відміну від минулих робіт. Також, альбом характеризується більш сміливим звучанням.
Головний сингл, «La Di Da», підпадає під категорії швидкісного електропопу та ретро, а його слова -«попередження» для англ. haters who are pretending and full of dissatisfaction in [this] confusing era, дос. «хейтерам, які прикидаються й сповнені незадоволення у цій заплутаній ері».

## Просування
21 вересня Everglow виступили вживу з піснями «La Di Da» та «Untouchable».
24 вересня гурт почав просування «La Di Da» на шоу Mnet — M Countdown, після чого виступили на KBS Music Bank, MBC Show! Music Core та Inkigayo SBS.
Вони побили рекорд продажів першого тижня, з їхнім альбомом, що розійшовся тиражем понад 25,000 копії.

## Список пісень
| Список пісень −77,82X−78,29 | Список пісень −77,82X−78,29 | Список пісень −77,82X−78,29           | Список пісень −77,82X−78,29                                                      | Список пісень −77,82X−78,29 | Список пісень −77,82X−78,29 |
| #                           | Назва                       | Автор слів                            | Автор музики                                                                     | Аранжування                 | Тривалість                  |
| --------------------------- | --------------------------- | ------------------------------------- | -------------------------------------------------------------------------------- | --------------------------- | --------------------------- |
| 1.                          | «La Di Da»                  | Lee Seu-Ran, E:U                      | Hayley Aitken, Olof Lindskog, Gavin Jones, 72                                    | Ollipop                     | 3:30                        |
| 2.                          | «Untouchable»               | Lee Seu-ran, 72                       | David Anthony, Dsign Music: Nermin Harambašić, Anne Judith Wik, Ronny Svendsen   | David Anthony               | 3:10                        |
| 3.                          | «Gxxd Boy»                  | JQ, Yoon Ye-ji (Makeumine Works), J14 | David Amber, Andy Love, Rebecca King, Glashaus: Dan Glashausser, Tom Glashausser | David Amber, Glashausser    | 3:23                        |
| 4.                          | «No Good Reason»            | Kang Eun-jeong, 72                    | Melanie Fontana, Michel "Lindgren" Schulz, James Abrahart, Storyboards, 72       | Lindgren, Storyboards       | 3:36                        |
| 13:39                       |                             |                                       |                                                                                  |                             |                             |

## Кредити та персонал
Адаптовано з нотаток до альбому.